# St. Nikolaus (Eibelstadt)

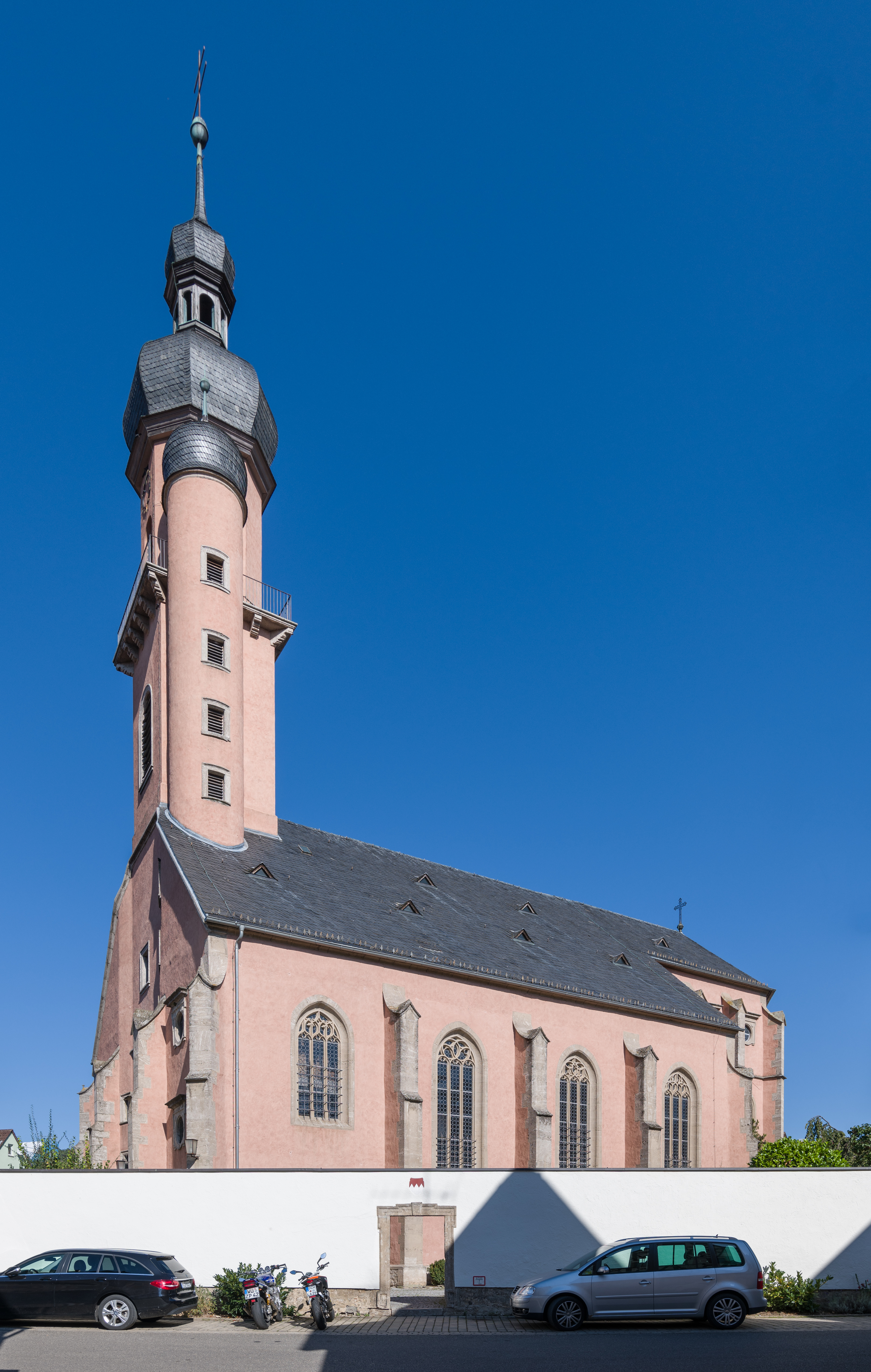
St. Nikolaus (Eibelstadt)

Die römisch-katholische Pfarrkirche St. Nikolaus ist ein denkmalgeschütztes Kirchengebäude, das in Eibelstadt steht, einer Stadt im Landkreis Würzburg (Unterfranken, Bayern). Das Bauwerk ist unter der Denkmalnummer D-6-79-124-48 als Baudenkmal in der Bayerischen Denkmalliste eingetragen. Die Kirchengemeinde gehört zur Pfarreiengemeinschaft Randersacker-Theilheim-Eibelstadt im Dekanat Würzburg rechts des Mains des Bistums Würzburg.

## Beschreibung
Die dreischiffige Hallenkirche mit einem Chor mit 5/8-Schluss in Breite des Mittelschiffs im Osten und dem ins Mittelschiff eingestellten, beidseitig von Treppentürmen flankierten Kirchturm im Westen, der im Kern aus dem 13. Jahrhundert stammt, wurde 1480 bis 1525 unter Beteiligung von Hans Bock erbaut. Das Gewölbe und die zweigeschossigen Emporen im Westen wurden 1621–1624 von Giovanni Bonalino eingebaut. Die schiefergedeckte Welsche Haube des Kirchturms wurde 1962 rekonstruiert. Hinter dem mit einem Netzgewölbe überspannten Chor ist ein Sakramentshaus eingemauert. Zur Kirchenausstattung gehört der 1695 gebaute Hochaltar, dessen Altarretabel von Oswald Onghers stammt. Im Altarauszug befindet sich die Statue des Heiligen Nikolaus vom alten Hochaltar. Die Orgel mit 20 Registern, verteilt auf 2 Manuale und Pedal, wurde 1933 von Willibald Siemann gebaut.